# Carex oxylepis
Carex oxylepis är en halvgräsart som beskrevs av John Torrey och William Jackson Hooker. Carex oxylepis ingår i släktet starrar, och familjen halvgräs.

## Underarter
Arten delas in i följande underarter:
- C. o. oxylepis
- C. o. pubescens